# Amiga-magazin
Az Amiga-magazin egy havonta megjelenő, amigákkal foglalkozó német számítástechnikai magazin volt. A Markt&Technik kiadó 1994 áprilisában a folyóiratot, más hasonló számítástechnikai tematikájú újságot (például a 64'er magazint) kiszervezett a Magna Media AG nevű leányvállalatába, melyet aztán 1996 augusztusában a WEKA Holding vásárolt fel.
Az alapvetően videójátékokkal foglalkozó Amiga Games-szel, illetve az Amiga Jokerrel ellentétben az Amiga-magazin fókuszában a felhasználó programok és az Amiga hardverek álltak. Az első lapszám 1987-ben, röviddel az Amiga 500 németországi piaci bevezetése után - a hannoveri CeBIT számítástechnikai kiállítás alkalmából különkiadásként - jelent meg. Az ezt követő lapszámok már ünálló újságként jelentek meg és az újság terjedelme a későbbiekben - alkalmanként - elérte a 300 oldalt is. Önálló folyóiratként az 1998-as első lapszámig jelent meg az Amiga-magazin, ezután a WEKA Holding tulajdonában lévő PCgo újság 8-16-32-oldalas mellékleteként adták ki a 2009-as júliusi lapszámig, mely után gazdasági okokból megszüntették a kiadását.